# Demolis flavithorax
Demolis flavithorax är en fjärilsart som beskrevs av Rothschild 1909. Demolis flavithorax ingår i släktet Demolis och familjen björnspinnare. Inga underarter finns listade i Catalogue of Life.